# 印度议会
印度国会是印度的最高立法机关。印度国会包含印度总统及两院，分别为人民院和联邦院。总统有召集议会和休会的权力，并且可以解散人民院。
国会议员（MP）由选举或总统任命产生。人民院议员由印度选民通过小选区制直接选举产生，联邦院议员由各邦议会通过比例代表制产生。人民院和联邦院分別有543名和245名议员席位，其中包括來自科技、文化、藝術和歷史等不同領域的12名被任命的专业议员。議會在新德里国会大厦（Sansad Bhavan）舉行會議。

## 歷史
1946年選出的印度制憲會議，在1947年印度獨立之後，其成員成為該國第一屆国会議員。1952年依據印度宪法選出首屆国会。

## 國會大廈
在國會大廈（Sansad總統府）位於新德里。
- 舊國會大廈：是由英國政府中負責新德里規劃和建設的埃德溫·魯琴斯和赫伯特·貝克設計。大樓的建造歷時六年，開幕式於1927年1月18日由當時的印度總督愛德華·弗雷德里克·林德利·活主持。該建築物的建造成本為830萬盧比（120,000 美元）。議會高 21 米（70 英尺），直徑 170 米（560 英尺），佔地 2.4 公頃（6 英畝）。中央大廳由下議院、下議院和圖書館大廳組成。圍繞這三個房間的是四層圓形結構，為議員提供住宿，並設有議會委員會、辦公室和議會事務部。
- 新國會大廈：位於舊國會大廈旁，2020年10月動工、2023年5月28日落成，總價1.45億美元興建。下議院座位增加至888個席位（目前席次共有550席）。

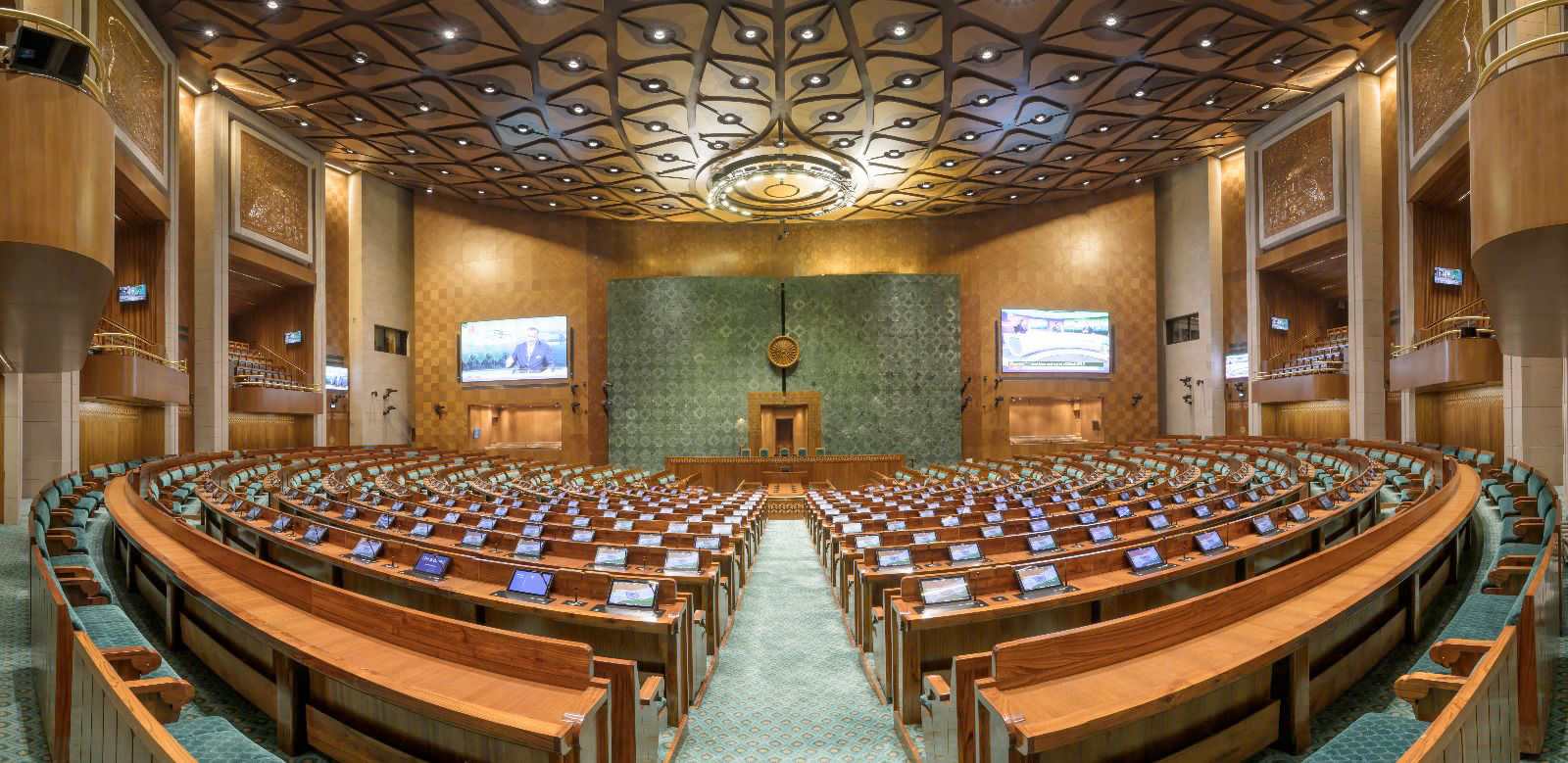
新國會大廈的議會廳
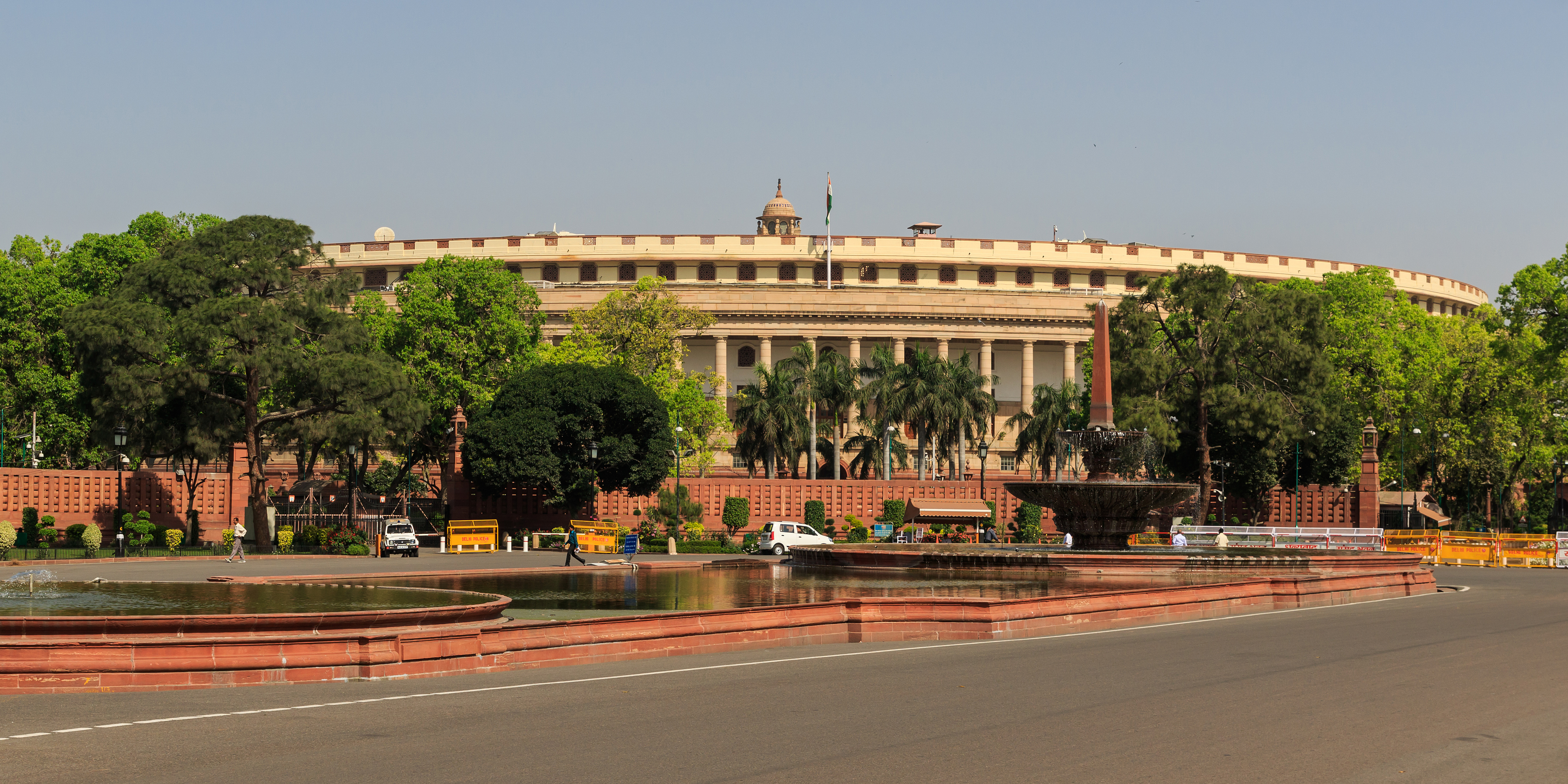
舊國會大廈外貌
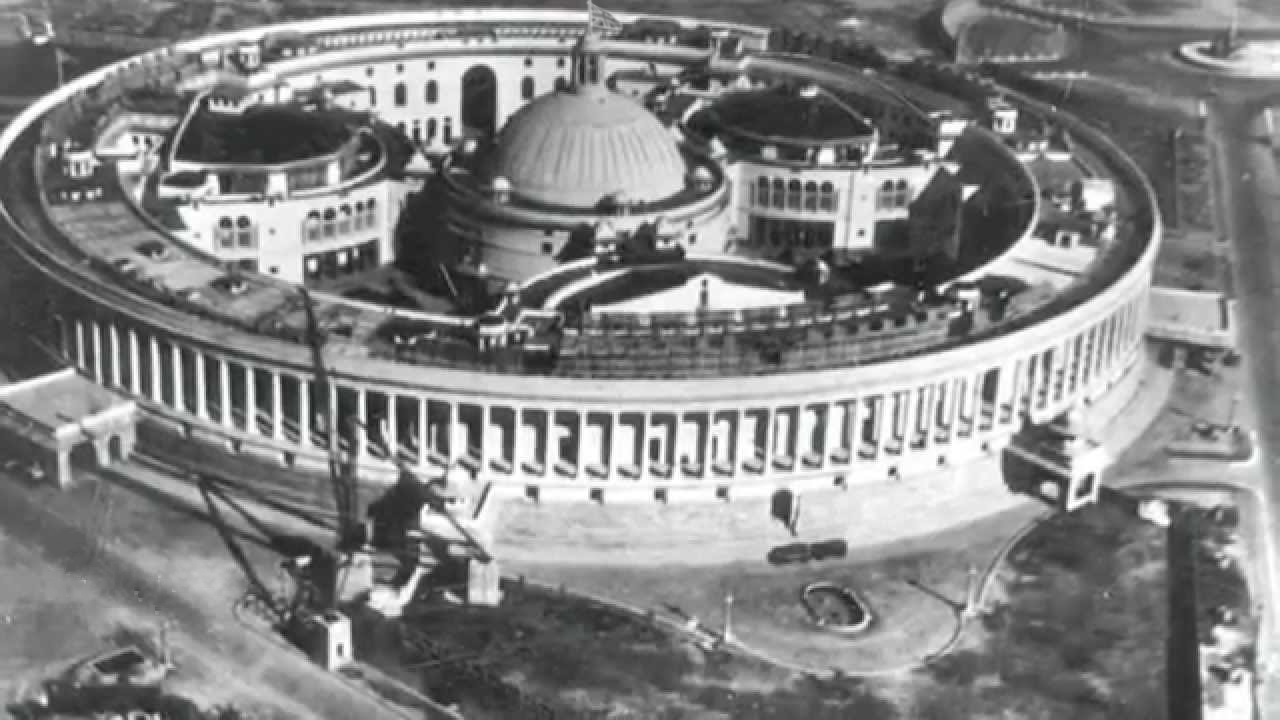
1926年時的國會大廈